# الحارث بن عبد قيس
الصحابي الحَارِثُ بنُ عَبْد قَيْس بن لَقِيط بن عامر بن أميَّة بن ظَرِب بن الحارث بن فِهْر القرشي الفهري، وقيل الحارث بن قيس، أسلم بمكة، وكان من مهاجِرَة الحبشة في الهجرة الثانية، هو وأخوه سعيد بن عبد قيس.